# Neutropenia cíclica
Neutropenia cíclica é uma forma de neutropenia, que tende a ocorrer a cada três semanas e durante três a seis dias, de cada vez, devido à alteração de taxas de produção de células pela medula óssea. Neutropenia cíclica é o resultado de heranças de mutações autossômicas dominante em ELA2, o gene que codifica para a elastase de neutrófilos.